# Speelpark Klein Zwitserland
Speelpark Klein Zwitserland is een avonturenspeelpark in een parkachtige omgeving in Tegelen in de Nederlandse provincie Limburg. 
Het park biedt naast de speeltoestellen een minigolf-baan en, sinds 2000 een natuurspeelbos.

## Geschiedenis
Een uitgeputte kleigroeve diende in de crisisjaren van de twintigste eeuw als basis voor de aanleg van het sterk geaccidenteerde terrein. Dit gebeurde voornamelijk door werklozen, in het kader van werkverschaffing. De opening van het speelpark vond plaats in 1939 tijdens Pinksteren: de plaatselijke pastoor en burgemeester Felix Pesch openden het park.
In het beboste gebied van Klein Zwitserland zijn nog meerdere van baksteen gebouwde onderdoorgangen te vinden. Ze maakten in het verleden deel uit van een smalspoor waarover klei uit de groeve werd getransporteerd. De tunneltjes zijn opgenomen in het register van rijksmonumenten. 